# Espírito Santo (Jequié)
Espírito Santo, anteriormente conhecido como Urbis III e IV, é um conjunto habitacional e bairro da cidade de Jequié, no estado da Bahia.

## História
No período de 1983 e 1984, a Caixa Econômica Federal entregou as casas financiadas para os novos moradores, a sigla URBIS é originária do latim visto que nesse idioma significa cidade, logo essa comunidade ficou popularmente conhecida, como “Agarradinho”, pelo fato das casas serem coladas umas na outras, tendo também um dos locais mais populares da cidade, a Praça do Agarrajão, que por volta de 1986 a 1993 acontecia a festa de São João mas visitada e tradicional da região tendo duração de 15 dias de festejos juninos bastante animados, apesar da Urbis ser distante do Centro.
A Câmara Municipal de Jequié aprovou por Unanimidade na sessão de terça feira (22/12/2015), a proposta do vereador Emanuel Campos Silva, Tinho de Waldeck, do Partido Verde, que elevou os Conjuntos das Urbis III e IV, área que fazia parte do Jequiezinho, a Bairro Espírito Santo.

## Divisão
O Bairro Espírito Santo é dividido em dois conjuntos, Urbis III e Urbis IV, com dezenove ruas de A a P e setenta e dois caminhos, de 1 a 72, sendo que todas as ruas só passou a possuir CEPs a partir de 2016, ainda tem oito Praças (sendo as principais a Praça do Agarrajão), e a Praça do Bolo, com aproximadamente 1800 casas e quase 6.000 habitantes.

## Associação de Moradores
A Associação de Moradores da Urbis III e IV, é a entidade representante na luta pelos direitos desta comunidade junto ao Poder Público, foi fundada no ano 1987 pelo professor José Lientinho, titulada como Utilidade Pública Municipal tem com presidente atual o jovem Emanuel Campos Silva conhecido como Tinho.